# Mordfall Helmut Daube
Als Mordfall Helmut Daube wird der bis heute ungeklärte Mord an dem 19-jährigen Abiturienten Helmut Daube am 23. März 1928 in Gladbeck bezeichnet.

## Tat
Helmut Adolf Daube stammte aus einer Lehrerfamilie und war der einzige Sohn des Rektors der Gladbecker Lutherschule. Am Freitag, den 23. März 1928 verließ er um 2.00 Uhr morgens angetrunken zusammen mit mehreren Jugendlichen ein Anwerbungstreffen von Burschenschaftern im Hotel zur Post in Buer. Nachdem die Bekannten nach und nach abgezweigt waren, ging er nur mehr gemeinsam mit seinem Schulkameraden Karl Hußmann (* 1908) nach Hause.
Etwa gegen 3.30 Uhr schnitt ihm jemand unweit seines elterlichen Hauses in der Schultenstraße 11 mit einem Messer den Hals durch. Anschließend zog man seiner Leiche die Hose herunter und schnitt seine Genitalien mit der umliegenden Haut heraus. Sie wurden nie gefunden.
Sein Vater, Rektor Adolf Daube, und seine Mutter wurden durch zwei Hilferufe wach. Der Vater fand das Bett seines Sohnes unberührt, die Mutter meinte, dass ihr Sohn gerufen hätte, aber der Vater beruhigte sie und wähnte seinen Sohn in guter Gesellschaft. Der im selben Haus wohnende Rektor Deese wurde ebenfalls durch Hilfeschreie geweckt, sah aus einem Schlafzimmerfenster, wie sich eine große kniende Gestalt erhob, die Straße überquerte und auf der unbeleuchteten Seite davoneilte. Er hielt ihn für einen Betrunkenen aus der gegenüberliegenden Kneipe.
Vor dem Schichtwechsel im Kohlebergwerk kam am Morgen des 23. März um 4:30 Uhr der Pförtner Fritz Bauer mit seinem Sohn auf dem Weg zur Arbeit am Haus des Schulrektors Daube vorbei. An der Ecke Gonheide/Schultenstraße bemerkte er eine am Boden liegende Person, wollte den vermeintlich Betrunkenen zum Aufstehen bewegen und bemerkte dabei das Geschehene. Sein Sohn holte den in der Schultenstraße 9 wohnenden Arzt Dr. Lutter, der ca. fünf Minuten später den Tod bestätigte. Bauer weckte die Eltern und nach anfänglichen Zweifeln erkannten diese im Mordopfer ihren Sohn. Nach 50 Minuten erschien die Polizei am Tatort, später auch die Mordkommission, welche Fotos machte. Ein Spürhund brachte keinen Erfolg, auch die Suche nach den Genitalien im Umfeld des Tatorts blieb erfolglos.

## Ermittlungen
Später wurde Karl Hußmann zum Tatort gebracht. Er meinte, dass es möglicherweise seine Schuld sei, da er seinen „Freund“ nicht bis nach Hause begleitet habe. Man bemerkte auf seinen Schuhen und später auch an seinem Mantel Blut, von dem er behauptete, es stamme von einer Katze. In seinem Arbeitszimmer fand man eine Aktentasche mit einem leeren Messer-Etui, das dazugehörige Messer wollte er ein paar Tage zuvor auf einer „Diebesjagd“ verloren haben. Hußmann wurde festgenommen, aber im Laufe des Tages auf Geheiß der Staatsanwaltschaft wieder auf freien Fuß gesetzt.
Obwohl bereits zwölf Jahre zuvor der Lattes-Test zur Bestimmung der Blutgruppe eingetrockneter Blutspuren entwickelt worden war, ließ die Kriminalpolizei bei den von dem Kriminalkommissar Emil Klingelhöller unter Mitwirkung des Kriminalassistenten Aschenbach geleiteten Untersuchungen lediglich die Identifikation der Blutspuren als Menschenblut durchführen.
Der aufsehenerregende Mord war sogleich Tagesgespräch im Ort und einen Tag später national und international in den Schlagzeilen. In antisemitischen Zeitungen wie im regionalen NSDAP-Blatt Westdeutscher Beobachter oder im landesweit erscheinenden Stürmer wurde behauptet, es handele sich um einen von Juden verübten Ritualmord. Aus dem Polizeibericht wurde erwähnt, dass der Halsschnitt „kunstgerecht“ durchgeführt worden war, was zu Umsatzeinbußen bei den örtlichen Metzgern führte. Da Selbstmorde mittels Halsschnittes öfter vorkamen, wurde auch dieser Möglichkeit nachgegangen.
Am Montag, dem 26. März 1928, wurde Helmut Daube unter „riesiger Beteiligung“ im Rondell des Gladbecker Zentralfriedhofes in der Gruft Nr. 26 D beigesetzt. Die Polizei sprach inzwischen offen von einem Sexualverbrechen. Am nächsten Tag wurde Hußmann abermals verhaftet. Wieder einen Tag später durchsuchte die Polizei den Garten von Hußmanns Pflegevater – Rektor Kleiböhmer – nach dem Messer, wurde aber nicht fündig.
Am 28. März regte der für den Fall zuständige Kreisarzt Marks an, sich an Victor Müller-Heß, Professor am Gerichtsmedizinischen Institut in Bonn, zu wenden. Kleider und Schuhe Hußmanns wurden daraufhin nach Bonn geschickt, wo Müller-Heß erst feststellte, dass das Blut auf Hußmanns Schuhen (wie der Ermordete) die Blutgruppe A hatte. Die Blutgruppe von kleineren Blutspuren, welche noch auf Mantel und Hose Hußmanns entdeckt werden konnten, zu bestimmen gelang aufgrund der geringen Größe nicht.
Am Samstag, dem 31. März 1928, gab der Pflegevater seinem Gärtner eine von Hußmann angefertigte Skizze, auf der der mögliche Fundort des bei der „Diebesjagd“ verlorenen Messers eingezeichnet war. Der Gärtner stach an der entsprechenden Stelle den Rasen aus und wurde fündig. Inzwischen forderte der Essener Staatsanwalt Rosenbaum telegrafisch Spezialisten von der Berliner Mordkommission an, was zuletzt 20 Jahre zuvor geschehen war. Im April 1928 trafen die Berliner Kriminalkommissare Ludwig Werneburg und Rudolf Lissigkeit im Ruhrgebiet ein. Bei der Befragung durch Ludwig Werneburg konzentrierte man sich auf den Lebenslauf und die „moralischen Qualitäten“ des Jungen, denn in seinem Bücherregal wurde ein Buch des damals umstrittenen Sexualforschers Magnus Hirschfeld gefunden. Das Verhör führte aber nicht zu neuen Erkenntnissen. Chemische Untersuchungen ergaben, dass das gefundene Messer nicht die Tatwaffe sein konnte und aufgrund der starken Rostflecken schon lange vor der Mordnacht in der Erde gelegen haben musste. Bei der Leiche gefundene Haare stammten nicht von Hußmann, sondern möglicherweise von der Decke, mit der Daube zugedeckt wurde.
Am 3. April wurde Hußmann nach Essen überführt, und am 13. April musste der Polizeipräsident eine Pressekonferenz geben, nachdem etliche nationale wie internationale Zeitungen der Polizei Versagen vorgeworfen hatten.

## Prozess
Der Prozess gegen Hußmann fand vom 16. bis zum 30. Oktober 1928 statt. Wer Daubes Mörder war, wurde nicht mit Sicherheit geklärt. Karl Hußmann, verteidigt von Ruschen, wurde trotz schweren Tatverdachts wegen Mangels an Beweisen freigesprochen.

## Rolf vom Busch
Den Mord gestand später Rolf vom Busch (1905–1971), der wegen des ähnlich verlaufenden Mordes an dem Stricher Kurt Schöning verurteilt worden war. Ein Prozess wegen des Mordes an Helmut Daube wurde ihm möglicherweise deshalb nicht gemacht, weil er 1936 in einem anderen, als geheim eingestuften Prozess, der  Adolf Hitler betraf, wegen Landesverrates verurteilt wurde.
Wegen der Hinweise auf Hitler und dessen Umgebung und weil die Prozessakten erhalten blieben und noch vorhanden sind, besteht auch noch heute Interesse an dem damals aufsehenerregenden Fall. Andere Hinweise in dieser Richtung wurden vernichtet, Zeugen wie beim Röhm-Putsch mundtot gemacht.
Ob das Geständnis des Rolf vom Busch, der als notorischer Phantast und „schizoider Psychopath, der offenbar eine angeborene Neigung zur Unwahrhaftigkeit, verbunden mit einem starken Geltungsbedürfnis besitzt“, bekannt war, Bestand hat, ist immer noch offen. Noch kurz zuvor beschuldigte er Albert Alexander Mummy als Mörder von Helmut Daube.